# Eratoneura
Eratoneura är ett släkte av insekter som ingår i familjen dvärgstritar.

## Dottertaxa tillEratoneura, i alfabetisk ordning[1]
- Eratoneura abjecta
- Eratoneura acantha
- Eratoneura accita
- Eratoneura accola
- Eratoneura aculeata
- Eratoneura adunca
- Eratoneura aesculi
- Eratoneura affinis
- Eratoneura alicia
- Eratoneura alloplana
- Eratoneura amethica
- Eratoneura andersoni
- Eratoneura anseri
- Eratoneura ardens
- Eratoneura arenosa
- Eratoneura arpegia
- Eratoneura arta
- Eratoneura ballista
- Eratoneura basilaris
- Eratoneura beeri
- Eratoneura bella
- Eratoneura betulae
- Eratoneura bifida
- Eratoneura bigemina
- Eratoneura biramosa
- Eratoneura bispinosa
- Eratoneura brevipes
- Eratoneura brooki
- Eratoneura calamitosa
- Eratoneura campora
- Eratoneura carmini
- Eratoneura cera
- Eratoneura certa
- Eratoneura citrosa
- Eratoneura clara
- Eratoneura claroides
- Eratoneura clavipes
- Eratoneura comoides
- Eratoneura concisa
- Eratoneura confirmata
- Eratoneura continua
- Eratoneura contracta
- Eratoneura corylorubra
- Eratoneura coxi
- Eratoneura crinita
- Eratoneura cristata
- Eratoneura curta
- Eratoneura curvata
- Eratoneura delongi
- Eratoneura dimidiata
- Eratoneura dira
- Eratoneura direpta
- Eratoneura distincta
- Eratoneura dumosa
- Eratoneura econa
- Eratoneura ellisi
- Eratoneura emquu
- Eratoneura era
- Eratoneura eversi
- Eratoneura externa
- Eratoneura facota
- Eratoneura fausta
- Eratoneura fergersoni
- Eratoneura firma
- Eratoneura flexibilis
- Eratoneura forfex
- Eratoneura fulleri
- Eratoneura gemina
- Eratoneura gemoides
- Eratoneura geronimoi
- Eratoneura gilesi
- Eratoneura gillettei
- Eratoneura glicilla
- Eratoneura greeni
- Eratoneura guicei
- Eratoneura harnedi
- Eratoneura harpola
- Eratoneura hartii
- Eratoneura havana
- Eratoneura haysensis
- Eratoneura hyalina
- Eratoneura hymac
- Eratoneura hymettana
- Eratoneura igella
- Eratoneura imbricariae
- Eratoneura immota
- Eratoneura impar
- Eratoneura incondita
- Eratoneura inepta
- Eratoneura ingrata
- Eratoneura inksana
- Eratoneura interna
- Eratoneura knighti
- Eratoneura knullae
- Eratoneura lamucata
- Eratoneura lata
- Eratoneura lawsoni
- Eratoneura lenta
- Eratoneura levecki
- Eratoneura ligata
- Eratoneura linea
- Eratoneura longa
- Eratoneura longifurca
- Eratoneura luculenta
- Eratoneura lucyae
- Eratoneura lunata
- Eratoneura lundi
- Eratoneura lusoria
- Eratoneura macra
- Eratoneura maculata
- Eratoneura maga
- Eratoneura malaca
- Eratoneura manus
- Eratoneura marilandicae
- Eratoneura marra
- Eratoneura mcateei
- Eratoneura mensa
- Eratoneura metopia
- Eratoneura micheneri
- Eratoneura millsi
- Eratoneura mimica
- Eratoneura minor
- Eratoneura mira
- Eratoneura mirifica
- Eratoneura misera
- Eratoneura morgani
- Eratoneura nevadensis
- Eratoneura nigriventer
- Eratoneura nimia
- Eratoneura noncuspidis
- Eratoneura omani
- Eratoneura opulenta
- Eratoneura osborni
- Eratoneura pamelae
- Eratoneura paraesculi
- Eratoneura parallela
- Eratoneura parva
- Eratoneura parvipes
- Eratoneura patris
- Eratoneura penerostrata
- Eratoneura penesica
- Eratoneura phellos
- Eratoneura prolixa
- Eratoneura propria
- Eratoneura protuma
- Eratoneura pyra
- Eratoneura rangifer
- Eratoneura restricta
- Eratoneura retusa
- Eratoneura richardsi
- Eratoneura robusta
- Eratoneura rostrata
- Eratoneura rotunda
- Eratoneura rubranotata
- Eratoneura rubraza
- Eratoneura sancta
- Eratoneura sanctaerosae
- Eratoneura sandersoni
- Eratoneura sebringensis
- Eratoneura separata
- Eratoneura severini
- Eratoneura smithi
- Eratoneura socia
- Eratoneura solita
- Eratoneura sorota
- Eratoneura spala
- Eratoneura spinea
- Eratoneura spinifera
- Eratoneura staffordi
- Eratoneura staminea
- Eratoneura stannardi
- Eratoneura stephensoni
- Eratoneura stoveri
- Eratoneura stupkaorum
- Eratoneura tammina
- Eratoneura tantilla
- Eratoneura tantula
- Eratoneura tenuitas
- Eratoneura teres
- Eratoneura tersa
- Eratoneura teshi
- Eratoneura texana
- Eratoneura torella
- Eratoneura trautmanae
- Eratoneura triangulata
- Eratoneura trivittata
- Eratoneura tumida
- Eratoneura turgida
- Eratoneura unca
- Eratoneura uncinata
- Eratoneura ungulata
- Eratoneura unica
- Eratoneura usitata
- Eratoneura uvaldeana
- Eratoneura valida
- Eratoneura vittata
- Eratoneura zioni